# Michel Gravel (photographe)
Pour les articles homonymes, voir Gravel et Michel Gravel (homonymie).
Michel Gravel, né à Montréal en 1936 et mort le 13 janvier 2021, est un photographe québécois. C'est l'un des chefs de file du photojournalisme au Québec.

## Biographie
Après avoir fait ses débuts à titre de photographe de sports en 1954,  Michel Gravel travaille au Studio David Bier en 1956 - 1957. Par la suite, il est embauché au quotidien Le Devoir, en 1957 où il se joint à Gerry Donati, puis travaille pour le quotidien anglophone The Gazette de 1959 à 1965. Entré au quotidien La Presse en 1965, il passe quarante années de sa vie, à couvrir les plus grands événements sur les scènes régionale, nationale et internationale. Dans ses fonctions de photographe, il parcourt de nombreux pays dont un séjour en territoire opérationnel de guerre, au Vietnam en 1973. Gravel prend sa retraite en 2005.
Plusieurs de ses photos, sont exposées sous la forme d’une rétrospective, en 2005 à la Maison de la culture Frontenac de la ville de Montréal.
Michel Gravel meurt le 13 janvier 2021 à l'âge de 84 ans.

## Contribution à la photographie
Gravel est pour plusieurs historiens de l'art, un photographe de presse. Cependant selon l'historien Michel Lessard, la qualité artistique du travail de Gravel demeure indéniable et ce, du portrait d'un homme politique à la couverture d'un évènement d'actualité. Une de ses photos remarquables est le regard d'une jeune fille aveugle qui, au-delà de son handicap, essaie de regarder le photographe à travers l'objectif. Michel Gravel privilégie dans son travail une approche où se combinent la sensibilité du sujet et le sens de la géométrie. En créant des photographies qui pourraient surprendre, il a toujours recherché à susciter des émotions.
Gravel expose son travail dans plusieurs galeries au Canada et aux États-Unis. Il participe à plusieurs revues spécialisées. Ses photos font partie de la mémoire collective,. Selon Gravel lui-même, la photographie de presse est l'art de voir une image et de savoir la communiquer.
Côté technique, Gravel commence, à l’instar du pionnier Conrad Poirier, avec un appareil Speed Graphic 4 x 5, puis se sert d'un Rolleiflex 6 x 6 (qui utilise la pellicule 120),. 
Dans les années 1960 - 1965, le 35 mm prend place et remplace petit à petit, le bon vieux Speed Graphic. Avec des appareils plus petits et plus légers, Michel Gravel se déplace maintenant plus facilement. Mal à l'aise avec l’innovation, Gravel traîne sur lui deux appareils : un Rolleiflex traditionnel et un 35 mm. Quelques années plus tard, plus à l'aise avec le 35 mm, Gravel utilise deux boîtiers Nikon 35 mm : l’un en couleur pour réaliser la une de presse et l’autre en noir et blanc pour l'art photographique. 
Mais le développement et la transmission des négatifs restent encore compliqués. La technique alors utilisée est le bélinographe et on transmet aussi les négatifs par ligne téléphonique, un procédé instable et long. Cela prend 8 bonnes minutes pour chaque photo. Afin de respecter l’heure de tombée des grands quotidiens, Gravel développe ses négatifs sur place et utilise un séchoir à cheveux pour les sécher et faire un tirage, pour ensuite les transmettre le plus rapidement possible.
Le passage au numérique se fait en 1999 pour l'artiste sans transformer sa vision de la photographie mais avec le soulagement de n'avoir plus à transporter une lourde chambre noire pour développer ses photos avant de les transmettre par ligne téléphonique au journal.

## Honneurs et distinctions
Lauréat d'au moins onze prix canadiens dont le Grand prix national Canadien à deux reprises. Michel Gravel est nommé photographe de presse de l'année 2005 par l'Association des photographes de presse de Montréal (APPM) et Prix de l'association des photographes du Canada.